# Lijst van voetbalinterlands Malta - Noord-Macedonië
Deze lijst van voetbalinterlands is een overzicht van alle officiële voetbalwedstrijden tussen de nationale teams van Malta en Noord-Macedonië (speelde tussen 1993 en 2019 onder de naam Macedonië). De landen speelden tot op heden acht keer tegen elkaar. De eerste ontmoeting, een vriendschappelijke wedstrijd, werd gespeeld Prilep op 27 maart 1996. Het laatste duel, een kwalificatiewedstrijd voor het Europees kampioenschap voetbal 2024, vond plaats op 12 september 2023 in Ta' Qali.

## Wedstrijden
| № | Plaats   | Datum             | Competitie           | Wedstrijd               | Uitslag |
| - | -------- | ----------------- | -------------------- | ----------------------- | ------- |
| 1 | Prilep   | 27 maart 1996     | Vriendschappelijk    | Macedonië – Malta       | 1 – 0   |
| 2 | Ta' Qali | 27 november 1996  | Vriendschappelijk    | Malta – Macedonië       | 0 – 2   |
| 3 | Skopje   | 6 september 1998  | EK 2000 kwalificatie | Macedonië – Malta       | 4 – 0   |
| 4 | Ta' Qali | 18 november 1998  | EK 2000 kwalificatie | Malta – Macedonië       | 1 – 2   |
| 5 | Skopje   | 21 augustus 2002  | Vriendschappelijk    | Macedonië – Malta       | 5 – 0   |
| 6 | Ta' Qali | 11 augustus 2010  | Vriendschappelijk    | Malta – Macedonië       | 1 – 1   |
| 7 | Skopje   | 23 maart 2023     | EK 2024 kwalificatie | Noord-Macedonië − Malta | 2 − 1   |
| 8 | Ta' Qali | 12 september 2023 | EK 2024 kwalificatie | Malta − Noord-Macedonië | 0 − 2   |

## Samenvatting
| Competitie        | Totaal gespeeld | Winst Malta | Gelijk | Winst Noord-Macedonië | Doelsaldo Malta – Noord-Macedonië |
| ----------------- | --------------- | ----------- | ------ | --------------------- | --------------------------------- |
| EK-kwalificatie   | 4               | 0           | 0      | 4                     | 2 − 10                            |
| Vriendschappelijk | 4               | 0           | 1      | 3                     | 1 − 9                             |
| Totaal            | 8               | 0           | 1      | 7                     | 3 − 19                            |

## Details

### Eerste ontmoeting
| Vriendschappelijk (Prilep, Macedonië, 27 maart 1996): |       |       |
| Macedonië | 1 – 0 | Malta |
| Saša Ćirić 73' | goals |       |
| - Debuut van Goce Sedloski, Vlatko Gošev, Toni Naumovski, Risto Milosavov, Srgjan Zaharievski en Argjend Beqiri voor Macedonië. - Debuut van Aldrin Muscat (Sliema Wanderers) voor Malta; eerste duel onder leiding van de Joegoslavische bondscoach Milorad Kosanović. |       |       |

### Tweede ontmoeting
| Vriendschappelijk (Ta' Qali, Malta, 27 november 1996): |       |                                          |
| Malta                                                  | 0 – 2 | Macedonië                                |
|                                                        | goals | 37' Vančo Micevski 88' (pen.) Saša Ćirić |

### Derde ontmoeting
| EK 2000 kwalificatie (Skopje, Macedonië, 6 september 1998):           |       |       |
| Macedonië                                                             | 4 – 0 | Malta |
| Risto Bozinov 20' Risto Bozinov 47' Artim Sakiri 70' Artim Sakiri 76' | goals |       |

### Vierde ontmoeting
| EK 2000 kwalificatie (Ta' Qali, Malta, 18 november 1998): |       |                                            |
| Malta                                                     | 1 – 2 | Macedonië                                  |
| Paul Sixsmith 69'                                         | goals | 49' Igor Nikolovski 63' Srdjan Zaharievski |

Malta Football Association · A-internationals · Bondscoaches · Statistieken · Maltees vrouwenelftal · Malta U21 · Malta U20 · Malta U19 · Malta U18 · Malta U17 · Malta U16
1957 – 1959 ·
1960 – 1969 ·
1970 – 1979 ·
1980 – 1989 ·
1990 – 1999 ·
2000 – 2009 ·
2010 – 2019 ·
2020 − 2029
1957 · 
1958 · 
1959 · 
1960 · 
1961 · 
1962 · 
1963 · 
1964 · 
1965 · 
1966 · 
1967 · 1968 · 
1969 · 
1970 · 
1971 · 
1972 · 
1973 · 
1974 · 
1975 · 
1976 · 
1977 · 
1978 · 
1979 · 
1980 · 
1981 · 
1982 · 
1983 · 
1984 · 
1985 · 
1986 · 
1987 · 
1988 · 
1989 · 
1990 ·
1991 · 
1992 · 
1993 · 
1994 · 
1995 · 
1996 · 
1997 · 
1998 · 
1999 · 
2000 · 
2001 · 
2002 · 
2003 · 
2004 · 
2005 · 
2006 · 
2007 · 
2008 · 
2009 · 
2010 · 
2011 · 
2012 · 
2013 · 
2014 · 
2015 · 
2016 ·
2017 ·
2018 ·
2019 ·
2020 ·
2021 ·
2022
Albanië ·
Algerije ·
Andorra ·
Angola ·
Armenië ·
Azerbeidzjan ·
België ·
Bosnië en Herzegovina · 
Bulgarije ·
Canada ·
Centraal-Afrikaanse Republiek ·
Cyprus ·
DDR ·
Denemarken ·
Duitsland ·
Egypte ·
Engeland ·
Estland ·
Faeröer ·
Finland ·
Frankrijk ·
Gabon ·
Georgië ·
Gibraltar · 
Griekenland ·
Hongarije ·
Ierland ·
IJsland ·
Indonesië ·
Israël ·
Italië ·
Japan ·
Joegoslavië ·
Jordanië ·
Kaapverdië ·
Kazachstan ·
Koeweit ·
Kosovo ·
Kroatië ·
Letland ·
Libanon ·
Libië ·
Liechtenstein ·
Litouwen ·
Luxemburg ·
Moldavië ·
Nederland ·
Noord-Ierland ·
Noord-Macedonië ·
Noorwegen ·
Oekraïne ·
Oostenrijk ·
Polen ·
Portugal ·
Qatar ·
Roemenië ·
Rusland ·
San Marino ·
Schotland ·
Slovenië ·
Slowakije ·
Spanje ·
Thailand ·
Tsjechië ·
Tsjecho-Slowakije ·
Tunesië · 
Turkije · 
Venezuela · 
Verenigde Arabische Emiraten ·
Verenigde Staten ·
Wales ·
Wit-Rusland ·
Zuid-Afrika ·
Zuid-Korea ·
Zweden ·
Zwitserland
FFM · A-internationals · Bondscoaches · Statistieken · Macedonisch vrouwenelftal · Olympisch elftal · Noord-Macedonië U21 · Noord-Macedonië U20 · Noord-Macedonië U19 · Noord-Macedonië U18 · Noord-Macedonië U17 · Noord-Macedonië U16
1993 – 1999 ·
2000 – 2009 ·
2010 – 2019 ·
2020 − 2029
EK 2020
1993 · 
1994 · 
1995 · 
1996 · 
1997 · 
1998 · 
1999 · 
2000 · 
2001 · 
2002 · 
2003 · 
2004 · 
2005 · 
2006 · 
2007 · 
2008 · 
2009 · 
2010 · 
2011 · 
2012 · 
2013 · 
2014 · 
2015 · 
2016 ·
2017 ·
2018 ·
2019 ·
2020 ·
2021 ·
2022 ·
2023
Albanië ·
Andorra ·
Angola ·
Armenië ·
Australië ·
Azerbeidzjan ·
Bahrein ·
België ·
Bosnië en Herzegovina ·
Bulgarije ·
Canada ·
China ·
Cyprus ·
Denemarken ·
Duitsland ·
Ecuador ·
Egypte ·
Engeland ·
Estland ·
Faeröer ·
Finland ·
Georgië ·
Gibraltar ·
Hongarije ·
Ierland ·
IJsland ·
Iran ·
Israël ·
Italië ·
Jamaica ·
Joegoslavië ·
Kameroen ·
Kazachstan ·
Kosovo ·
Kroatië ·
Letland ·
Libanon ·
Liechtenstein ·
Litouwen ·
Luxemburg ·
Malta ·
Moldavië ·
Montenegro ·
Nederland ·
Nigeria ·
Noorwegen ·
Oekraïne ·
Oman ·
Oostenrijk ·
Paraguay ·
Polen ·
Portugal ·
Qatar ·
Roemenië ·
Rusland ·
Saoedi-Arabië ·
Schotland ·
Servië ·
Slovenië ·
Slowakije ·
Spanje ·
Tsjechië ·
Turkije ·
Verenigde Staten ·
Wales ·
Wit-Rusland · 
Zuid-Korea ·
Zweden
Nederland (2021) · 
Oekraïne (2021) · 
Oostenrijk (2021)